# Kilianusbrücke
Die Kilianusbrücke ist eine 1989 errichtete Fußgänger- und Radfahrerbrücke, die den Main zwischen dem hessischen Mainflingen (Gemeinde Mainhausen) und dem bayerischen Dettingen am Main (Gemeinde Karlstein am Main) quert.

## Technische Daten
Die Brücke, die den Main bei Flusskilometer 74,094 quert, ist 255 m lang, wenn man die quer zu ihr stehende Rampe nicht mitrechnet, mit dieser Rampe ist sie rund 300 m lang. Sie besteht aus einer stählernen Stabbogenbrücke mit einer Stützweite von 121 m und beidseitigen Rampenbrücken aus Spannbeton, die notwendig sind, um die für die Schifffahrt erforderliche Brückendurchfahrtshöhe von 7,45 m über HSW zu erreichen.

## Geschichte
Vor dem Bau der Kilianusbrücke gab es eine Personen- und Autofähre, die zwischen Mainflingen und Dettingen pendelte. Die Fähre war insbesondere für die Mainflinger Bürger wichtig, die so den etwa einen Kilometer entfernten Bahnhof Dettingen am anderen Mainufer erreichen konnten.
Mit dem Bau der Bundesautobahn 45 und der dortigen Mainbrücke Mainflingen, die eine feste Mainquerung bot, ging das Verkehrsaufkommen auf der Fähre immer weiter zurück. Auch Wanderer und Radfahrer nutzten zunehmend andere Mainquerungen, sodass sich die Gemeinde Mainhausen gezwungen sah, die Betriebszeiten der Fähre drastisch zu reduzieren, um das finanzielle Defizit zu begrenzen. Dies löste Unmut auf Seiten der Mainflinger Bürger aus, die sich energisch für den Bau einer festen Mainquerung anstelle der Fähre einsetzten. Nach langem politischen Gerangel konnte die Brücke am 8. Juli 1989 feierlich eröffnet werden, die Kosten teilten sich der Freistaat Bayern, das Land Hessen sowie die beteiligten Kommunen Mainhausen und Karlstein am Main.